# オウサマペンギン属
オウサマペンギン属 (オウサマペンギンぞく、Aptenodytes ) は、ペンギン目に分類される属。別名エンペラーペンギン属、キングペンギン属、アプテノディテス属。
現生種には以下の2種が含まれる。
- Aptenodytes forsteri コウテイペンギン Emperor penguin
- Aptenodytes patagonicus オウサマペンギン King penguin

また、絶滅種として、鮮新世の化石として発見されたリッジェンペンギン (Aptenodytes ridgeni) が知られている。